# Jatropha variabilis
Jatropha variabilis är en törelväxtart som beskrevs av Radcl.-sm.. Jatropha variabilis ingår i släktet Jatropha och familjen törelväxter.
Artens utbredningsområde är Somalia. Inga underarter finns listade i Catalogue of Life.